# ハンス・ピーチ
ハンス・ラインハルト・ピーチ（Hans Reinhard Pietsch、1968年9月27日 - 2003年1月16日）は、ドイツ・ブレーメン出身の日本棋院所属のプロ棋士。小林千寿六段門下。数少ないヨーロッパ出身のプロ棋士として囲碁の普及活動にも積極的に携わっていたが、2003年に普及に訪れたグアテマラで強盗に襲われて不慮の死を遂げた。

## 概説
9歳で囲碁を覚え、14歳頃から没頭する。高校卒業後、良心的兵役拒否者が従事すべきと規定されているコミュニティサービスの一環として、病院でのボランティアに従事後、大学で中国文化と経済学を専攻しようとしていたが、天安門事件の影響から進学を断念し、ハンブルクに転居。ヨーロッパの囲碁トーナメントで優勝。1990年、小林千寿に見出され来日し、院生として日本棋院囲碁研修センター入り。1997年入段。1998年に二段、1999年に三段、2000年には四段に昇段と順調に昇段を重ねた。1997年のLG杯世界棋王戦では欧州代表として出場し、1回戦で依田紀基碁聖に黒番半目勝ちの金星を挙げた。
数少ないヨーロッパ出身の棋士として囲碁の普及活動に積極的に携わっており、強盗に襲われた際はこうした普及活動の一環としてキューバ、グアテマラ、メキシコの中米の3カ国を日本棋院の公務として訪れていた。2003年1月16日、グアテマラで強盗の銃撃を受け負傷。病院に運ばれたがその日のうちに死亡した。
ピーチの死を悼み、日本棋院は六段を追贈した。また、ドイツではドイツ囲碁連盟によって「ハンス・ピーチメモリアル」を冠した少年囲碁大会が行なわれている。
生涯成績は、75勝70敗1分。富士通杯一次予選で対戦者の渋澤真知子とハンスの両者とも、対局に遅刻したため両者不戦敗の記録がある。